# Yuma Hickman
Yuma Simpson, née Hickman vers la fin du XIXe siècle, est la grand-mère d'Homer Simpson dans la série des Simpson.

## Apparition
Elle ne fait qu'une brève apparition dans l'épisode « J'y suis, j'y reste », lorsque Abraham raconte comment il est venu en Amérique. On la voit en train d'appeler Abraham, disant « Abraham, le dîner est prêt », tout en sortant du nez de la statue de la Liberté. Elle a les cheveux roux virant sur le brun

## Famille
Dans « Les Simpson : l'Album de Famille non-censuré », on révèle sa famille, Homer Simpson étant son petit-fils.
Yuma Hickman est la fille de Willard Hickman et de Theodora Hutshing, la sœur d'Ezekiel "Zeke" Hickman et la petite-fille de Bertram Hickman et de Nellie Balliwick. Yuma s'est mariée à Orville Simpson dans les environs des années 1900-1910. De cette union sont nés 6 enfants : 1) Hubert Simpson, 2) Tyrone Simpson, 3) Cyrus Simpson, 4) Abraham Simpson, 5) William "Bill" Simpson" et 6) Chester "Chet" Simpson (Bill en VF).
On ne connait pas les situations familiales des deux premiers enfants, on sait que Hubert est décédé lors de l'épisode "Funérailles" des épisodes du "Tracy Ullman Show". Quant à Tyrone, il s'est installé à Dayton dans l'Ohio, et quant à Cyrus, il réside actuellement à Tahiti avec ses épouses Tahitiennes. Abraham est le quatrième d'entre eux. Le frère Bill n'est mentionné que dans l'épisode "Million Dollar Papy", comme étant communiste. Le cadet, Chet (ou Bill) se montre dans l'épisode La Malédiction des Simpson, lors d'une réunion de famille.